# أندري كوبيليف
أندري كوبيليف (الروسية: Кобелев, Андрей Николаевич) (22 أكتوبر 1968 بموسكو في روسيا - ) هو مدرب كرة قدم ولاعب كرة قدم روسي (وحمل سابقاً جنسية الاتحاد السوفيتي) في مركز الوسط. شارك مع منتخب الاتحاد السوفييتي تحت 21 سنة لكرة القدم ومنتخب روسيا لكرة القدم. أما مع النوادي، فقد لعب مع دينامو موسكو وريال بيتيس وزينيت سانت بطرسبرغ.

## مسيرته الكروية
لعب أندري كوبيليف خلال مسيرته الاحترافية مع 3 أندية في تسعة عشر موسمًا وسجل خلالها 56 هدفًا ضمن 342 مباراة. حيث فاز في ثلاثة مواسم بالكأس ولم يفز بأي دوري.
خاض أندري كوبيليف مسيرته مع نادي دينامو موسكو في موسم 1984 في المرة الأولى ليلعب معه ثمانية مواسم ثم في موسم 1995 ليلعب معه خمسة مواسم ثم ما بين عامي 2002 و2003 لمدة موسم واحد، مشاركًا طوالها في 253 مباراة سجل خلالها 46 هدفًا. ثم انتقل إلى نادي ريال بيتيس في موسم 1992–93 ولمدة موسمين، حيث شارك في 20 مباراة سجل خلالها هدفًا واحدًا. لينتقل بعدها إلى نادي زينيت سانت بطرسبرغ في موسم 1999 واستمر معه طيلة ثلاثة مواسم، مشاركًا في 69 مباراة سجل خلالها 9 أهداف.

## وصلات خارجية
- أندري كوبيليف على موقع قاعدة بيانات كرة القدم.إي يو (الإنجليزية)
- أندري كوبيليف على موقع ناشيونال فوتبول تيمز (الإنجليزية)
- أندري كوبيليف على موقع عالم كرة القدم.نت (الإنجليزية)